# Singer-songwriter

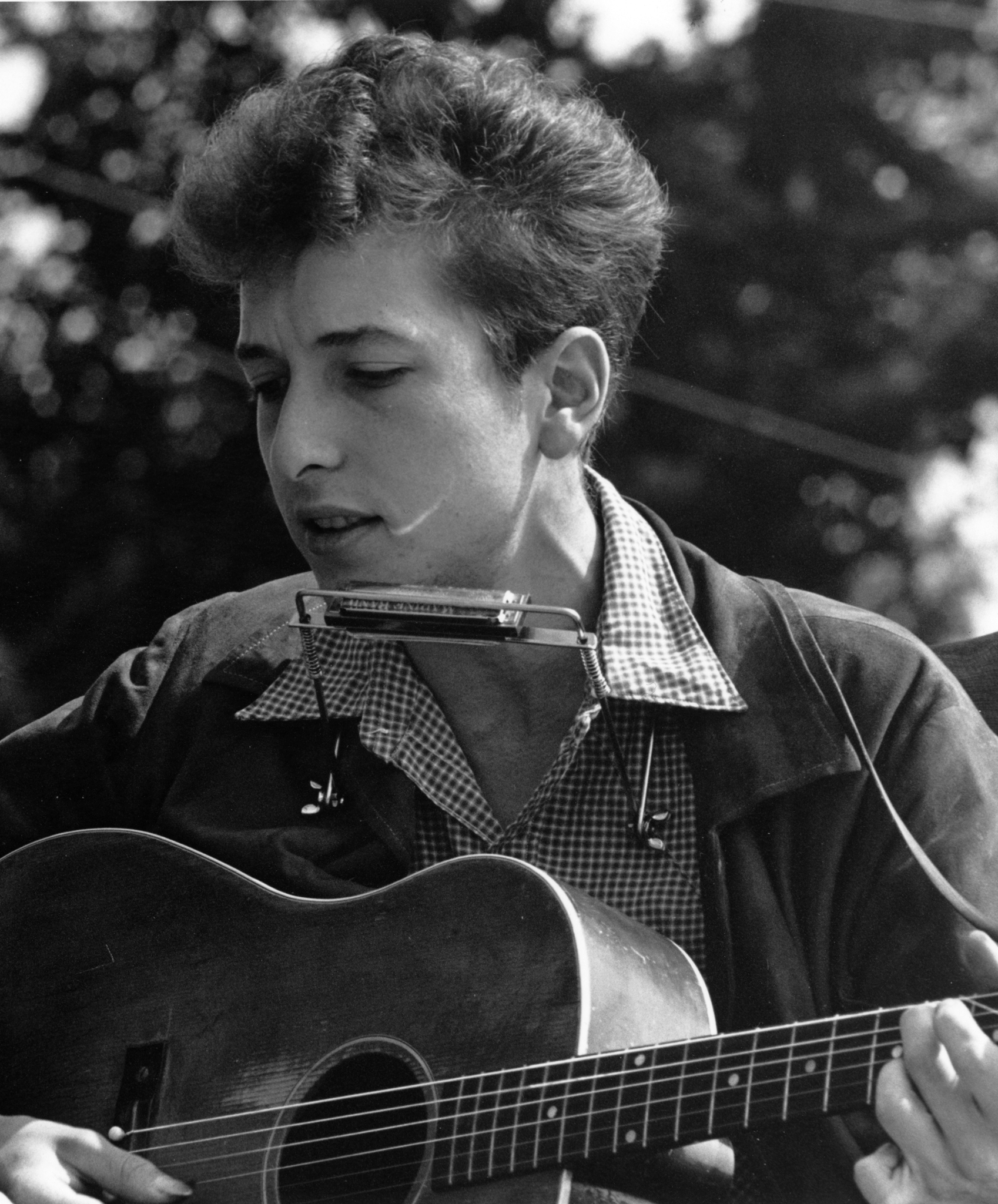
Bob Dylan, amerikansk sångare och låtskrivare

Singer-songwriter (uttal: [siŋə'sɔŋraitə]; engelska för sångare-låtskrivare), syftar på en sångare som framför sina egna sånger. Termen har funnits i svenskan sedan början av 1970-talet. När termen används för att beteckna en genre förknippas den ofta med en viss ambition vad gäller sångtexten, som kan vara personligt-poetiskt eller politiskt präglad. En singer-songwriter framför ofta sina sånger ensam eller med en liten handfull musiker, mycket ofta själv ackompanjerande sången på (akustisk) gitarr eller annat stränginstrument.
Det etablerade svenska begreppet trubadur – samt synonymen vispoet – täcker ofta samma genre. Trubadur-begreppet kan både syfta på den medeltida kärleksskalden (av provensalskt ursprung) och senare tiders vissångare med luta eller gitarr. Musiken kan ofta kännetecknas som vispop.  

## Innebörd och historik
Det har alltid funnits låtskrivare som framfört sina egna låtar, men termen singer-songwriter syftar ofta på de artister som influerats av folksångare som Woody Guthrie och Bob Dylan. De flesta av dessa singer-songwriters uppträdde ensamma med akustisk gitarr. Snart började allt fler spela elektriskt men med ett sparsamt sound. Tonvikten låg snarare på melodi och text än på arrangemang. Den musikaliska inspirationen kom i huvudsak från amerikansk folkmusik och country.
Singer-songwriters i denna stil var som populärast under 1970-talet. Artister som Joni Mitchell, Paul Simon och Jackson Browne blev stilbildande medan James Taylor och Carole King sålde i miljonupplagor. Storbritannien fick sina egna singer-songwriters som till exempel Paul McCartney, John Lennon, George Harrison och Cat Stevens.
Musikstilen har under senare år allt mer blivit en del av indiescenen. Som exempel på den nya generationens singer-songwriters kan nämnas Ryan Adams, Damien Rice, David Gray och Ane Brun. Idag är genren närbesläktad med alternativ country och som så många andra genrer diffust definierad.

## I andra länder

### Sverige
En våg av kvinnliga svenska singer-songwriters kom fram under mitten av 2000-talet med musiker som Sofia Talvik, Säkert, Laleh Pourkarim, Frida Hyvönen, Elin Sigvardsson, Anna Ternheim, Britta Persson och Jenny Wilson.
Bland framstående manliga singer-songwriters kan The Tallest Man on Earth, Ulf Lundell, Joakim Thåström, Lars Winnerbäck och Tomas Andersson Wij nämnas.[källa behövs]

### Spanien

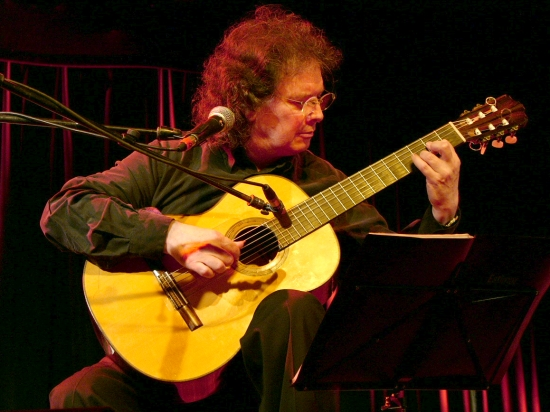
Toti Soler, 2007.

I Spanien (ett land med en utbredd användning av "spansk gitarr") finns en livaktig singer-songwriter-scen. Detta gäller inte minst de östligaste, katalansk/valenciansk-talande delarna av landet. Raimon, Joan Manuel Serrat, Maria del Mar Bonet, Toti Soler och Lluís Llach var viktiga namn under 1960- och 1970-talens nova cançó-period, medan singer-songwriters från senare år inkluderar Feliu Ventura, Pau Alabajos, Marcel Cranc, Bikimel, Ivette Nadal och Nico Roig.